# Musspecht
De musspecht (Veniliornis passerinus) is een vogel uit de familie Picidae (spechten).

## Verspreiding en leefgebied
Deze soort komt wijdverspreid voor in Zuid-Amerika en telt negen ondersoorten:
- V. p. fidelis: oostelijk Colombia en westelijk Venezuela.
- V. p. modestus: noordoostelijk Venezuela.
- V. p. diversus: noordelijk Brazilië.
- V. p. agilis: van oostelijk Ecuador tot noordelijk Bolivia, westelijk Brazilië.
- V. p. insignis: westelijke deel van Centraal-Brazilië.
- V. p. tapajozensis: centraal Brazilië.
- V. p. passerinus: Guyana's en noordoostelijk Brazilië.
- V. p. taenionotus: oostelijk Brazilië.
- V. p. olivinus: van zuidelijk Brazilië tot zuidelijk Bolivia, Paraguay en noordelijk Argentinië.

## Status
De grootte van de populatie is niet gekwantificeerd maar de soort wordt omschreven als vrij algemeen. Op de Rode lijst van de IUCN heeft deze soort de status niet bedreigd.